# バナジウムスズ黄
バナジウムスズ黄（バナジウムスズき、英: Vanadium - tin yellow）は、黄色顔料の1つ。酸化スズ (SnO2) にバナジウムが固溶し、バナジウムイオンにより黄色の発色をするセラミック顔料。バナジウムティンイエローとも呼ばれる。Colour Index Generic NameはPigment Yellow 158である。

## 製法・性質
SnO2にバナジン酸アンモニウム (NH4VO3) 或いは五酸化バナジウム (V2O5) を少量配合し、1300℃に焼成して得られる。少量の二酸化チタン (TiO2) を添加して色調を調節することがある。
長所は色調が鮮やかなことと、種々のタイプの釉薬に使用できることである。一方、短所はバナジウムジルコニウム黄よりも高価なことである。単独で、またはプラセオジム黄との混合で、セラミックスにおいて鮮やかな黄色の色調を得る時に釉薬に混合して使用する。